# Rodrigo Fernández-Carvajal González
Rodrigo Fernández-Carvajal González (Gijón, 27 de juny de 1924 - Madrid, 28 de juny de 1997) fou un jurista asturià, acadèmic de la Reial Acadèmia de Ciències Morals i Polítiques.

## Biografia
Era nebot de l'especialista en dret civil Jerónimo González, fundador de la Revista Crítica de Derecho Iomobiliario. Va cursar el batxillerat a Gijón i estudià Dret a Oviedo (els dos primers cursos) i a la Universitat Central de Madrid (els tres cursos restants). Es va llicenciar també en la Facultat de Ciències Polítiques i Econòmiques a Madrid i va completar estudis a les universitats de Roma (1949), Frankfurt (1955) i Oxford (1958).
Va elaborar la seva tesi doctoral sota la direcció de Francisco Javier Conde García sobre el tema El historicismo jurídico en España (1700-1850), actualment extraviada, subsistint el capítol dedicat a "La historiografía constitucional de Sempere y Guarinos".
En 1950 va guanyar les oposicions al Cos Tècnic de l'Administració Civil del Ministeri d'Educació i Ciència, i fou destinat d'antuvi a la Secció de Recursos i, a partir de 1952, a la Prefectura del Servei de Publicacions, on fou Redactor-Cap de la Revista de Educación i Secretari del Centro de Orientación Didáctica fins a 1956.
Fou ajudant de la Càtedra de "Història de les idees i de les formes polítiques", amb titularitat de Luis Díez del Corral, i ajudant de "Dret Polític" en la Càtedra de Francisco Javier Conde García, així com professor a l'Instituto de Estudios Políticos. A finals de 1957 va guanyar la càtedra de Dret Polític a la Universitat de Múrcia, en la que va estar actiu fins a la seva jubilació el 1989, i Professor Emèrit d'aquesta disciplina des del curs 1989-1990 fins a la seva defunció.
El 16 de maig de 1986 va ingressar en la Reial Acadèmia de Legislació i Jurisprudència de Múrcia amb el discurs d'ingrés "Sobre la idea del Derecho en Federico de Castro", i el 18 de gener de 1994 fou escollit acadèmic de número de la Reial Acadèmia de Ciències Morals i Polítiques, amb el discurs d'ingrés sobre "Sabiduría y ciencias del hombre". En 1996 fou finalista en l'apartat d'humanitats dels Premis Príncep d'Astúries.
Es considera com a la seva obra més important El lugar de la Ciencia Política (1981), qualificada per Federico de Castro com una aportació fonamental a la ciència del Dret i a la teoria política. El llibre defensa el caràcter de la ciència política com a ciència dirigida a algú i per a alguna cosa, en contrast amb la ciència “pseudo pura” de la Ciència Política. Adverteix sobre el perill derivat de qualsevol visió parcial i sobre la necessitat d'una intensa formació històrica. Conclou que la doctrina política ha equivocat el seu camí amb la jubilació del factor teleològic, sent aconsellable tornar a un punt anterior a l'escissió kantiana entre l'ésser i l'haver de ser. La figura del científic de la política tan sols pot néixer avui d'una socràtica reintegració del “teòric polític” i de l'“educador polític”.

## Obres

### Llibres
- Los diálogos perdidos, Madrid, 1952.
- La Constitución española, Editora Nacional, Madrid, 1969.
- La sociedad y el Estado, Doncel, 1970.
- El lugar de la ciencia política, Universidad de Murcia, 1981.
- Sobre la idea de Derecho en Federico de Castro, Civitas, Madrid, 1986.
- Retorno de la Universidad a su esencia, Universidad de Murcia, 1994.
- El pensamiento español en el siglo XIX, Murcia, 2003.

### Articles
- El derecho de sucesión real en España y el Principado de Asturias, RCDI, n.º 176, 1943.
- La historiografía constitucional de Sempere Guarinos, (Cap. I de su Tesis Doctoral), Revista de Estudios Políticos, n.º 82, 1955.
- Las constantes de Donoso Cortés, Instituto de Estudios Políticos, Madrid, 1957.
- La representación pública en la actualidad, Murcia, 1965.
- Razones y límites de la democracia, Universidad de Murcia, 1965.
- Los precedentes del pensamiento español contemporáneo, Historia general de las literaturas hispánicas, VI, Barcelona, 1968.
- La potestad normativa de las Leyes fundamentales de España, Instituto de Estudios Políticos, Madrid, 1970.
- El Gobierno, entre el Jefe del Estado y las Cortes. Instituto de Estudios Políticos, Madrid, 1974.
- Las Leyes fundamentales como instrumento de pedagogía nacional, Madrid, 1974.
- Problemas generales del primer año de Derecho, Servicio de Publicaciones del Ministerio de Educación y Ciencia, 1978.
- En torno al “Discurso preliminar” de Argüelles y la nueva colección “Clásicos del constitucionalismo español”, Revista Española de Derecho Constitucional, mayo-agosto, 1982.
- Reflexiones y variaciones sobre textos de don Federico de Castro, Real Academia de Legislación y Jurisprudencia de Murcia, 1986.
- Orígenes religiosos del Estado moderno, Saber Leer, n.º 7, 1987.
- La virtud intelectual del “sentido histórico”, raíz común de la historia y de la sociología: identidad fundamental entre ambas ciencias, Universidad de Murcia, 1987-1988.
- El sentido de los estudios de Derecho, Universidad de Murcia, 1987-1988.
- El Estado y sus instituciones en las dos Españas durante la Guerra Civil, Anales de Historia Contemporánea, 1988-1989.
- Notas sobre el Derecho Constitucional como nuevo “Derecho Común”, Anuario de Derecho Constitucional y Parlamentario, n.º 1, Universidad de Murcia, 1989.
- Dos libros españoles sobre Montesquieu, Saber Leer, n.º 33, 1990.
- Ideologías políticas y arquetipos morales en nuestro tiempo, Homenaje a Juan Velarde Fuertes, Universidad Complutense, Madrid, 1992.
- Tomás de Aquino o la Universidad como forma de vida, Universidad de Murcia, 1993.
- Franco y su España, Torre de los Lujanes, 1/1993.
- Más allá de la izquierda, la derecha y el centro, Razón Española, n.º 65, 1994.
- Sabiduría y ciencias del hombre, Real Academia de Ciencias Morales y Políticas, 1995.
- Entrevista con Manuel Aragón Reyes, Anuario de Derecho Constitucional y Parlamentario, n.º 8, Universidad de Murcia, 1996.
- Pidal y la escuela histórica, Razón Española, n.º 110, 2001.